# 9859 Van Lierde
A 9859 Van Lierde (ideiglenes jelöléssel 1991 PE5) a Naprendszer kisbolygóövében található aszteroida. Eric Walter Elst fedezte fel 1991. augusztus 3-án.